# Omicidio preterintenzionale
L'omicidio preterintenzionale è il reato di chi provoca la morte di una persona senza avere la volontà di ucciderla, ma solo di percuoterla o provocarle lesioni (praeter intentionem, «oltre l'intenzione»). Si distingue perciò sia dall'omicidio doloso, dove l'agente intende proprio causare la morte altrui, sia dall'omicidio colposo, dove la morte (evento del reato) è conseguenza della sua condotta incauta, ma di per sé non rivolta a uccidere o ad attuare un'aggressione fisica.
Negli ordinamenti in cui è previsto, come in quello italiano, il reato è punito generalmente con pena più grave rispetto all'omicidio colposo e meno grave rispetto all'omicidio doloso.

## Nel mondo

### Italia

#### Elemento oggettivo del reato
L'omicidio preterintenzionale può essere commesso non solo tramite una condotta attiva ma anche, secondo un orientamento in dottrina e giurisprudenza, mediante un'omissione diretta a procurare lesioni (non sono invece possibili, in genere, le percosse per omissione).
Una questione di scarsa importanza pratica, almeno nella giurisprudenza più recente, è se, affinché possa parlarsi di omicidio preterintenzionale, la condotta incriminata debba consistere (almeno) in un vero e proprio tentativo di lesioni o di percosse, o se basti anche solo un atteggiamento aggressivo o minaccioso che, per qualche ragione, finisce per provocare la morte della vittima senza che l'agente abbia nemmeno tentato di offenderla fisicamente. Al riguardo, la dottrina prevalente sostiene la necessità che le percosse o le lesioni siano almeno tentate. La morte causata da una condotta non ancora tradotta in una vera aggressione fisica può però rendere applicabile l'art. 586 c.p. (morte come conseguenza di altro delitto) o a volte l'art. 589 c.p. (omicidio colposo).
Un tentato omicidio preterintenzionale non è configurabile: per definizione, infatti, l'azione (o l'omissione) si compie senza la volontà di uccidere, in mancanza della quale non può mai parlarsi di tentativo di omicidio. In tal caso, se per qualsiasi motivo la morte non avviene, si commettono sempre e solo i reati di lesione o di percosse, consumati o tentati; se viceversa c'era volontà di uccidere si avrà un tentato omicidio doloso.

#### Elemento soggettivo del reato
Sull'elemento soggettivo del suddetto reato sussiste un florido contrasto giurisprudenziale. 
Parte della giurisprudenza (e della dottrina), al fine di garantire la sopravvivenza normativa dell'omicidio preterintenzionale (scongiurando una eventuale dichiarazione di incostituzionalità dello stesso), configura l'elemento soggettivo in termini di "dolo misto a colpa": l'evento morte può essere imputato all'agente solo se ne viene accertata la sua colpevolezza colposa; ciò in ossequio al portato ermeneutico delle sentenze della Consulta nn. 1085 e 364 del 1988: <<Il comma primo dell'art. 27 Cost. [...] richiede la "colpevolezza" dell'agente rispetto agli elementi più significativi della fattispecie tipica (una relazione psichica tra il soggetto e il fatto) [...]. La responsabilità penale sorge, dunque, solo nell'effettiva presenza dell'elemento subiettivo: non si può mai dare per presunta la colpa [...]>>.
Un diverso orientamento, per contro, ritiene che l'elemento soggettivo della discorrenda fattispecie si fonderebbe, ontologicamente, sul modello del "dolo misto a responsabilità oggettiva": l'evento morte è posto a carico dell'agente sulla base del solo nesso di causalità, se si è realizzato come conseguenza di atti diretti a ledere o percuotere; per cui l'omicidio può essere imputato a prescindere dell'accertamento della prevedibilità o evitabilità dell'evento morte.
Questo secondo orientamento, difatti, giudica come concretamente inutilizzabile il modello del dolo misto a colpa generica: dovrebbe accertarsi se il reo ha, o meno, utilizzato "cautela" nella condotta tesa a ledere o percuotere. E liquida, poi, come sostanziale "responsabilità oggettiva mascherata" quei correttivi elaborati ed applicati al predetto modello del dolo misto a colpa, nel tentativo di rispondere alla censura del "ledere/percuotere con cautela" Di seguito, si citano alcuni di questi "correttivi", empiricamente giudicati, dalla letteratura scientifica, come "modelli mentitori":
- La figura del c.d. rischio totalmente illecito, veicolata in un arenato progetto di riforma del codice penale dal suo più autorevole esponente, nonché presidente del commissione incaricata: Prof. A. Pagliaro.[23]
- Il modello della colpa generica oggettivata.[24]
- Lo schema del dolo misto a colpa presunta.[25]
- La teoria tedesca dell'imputazione oggettiva dell'evento.[26][27][28]

- La costruzione imputativa giurisprudenziale fondata sulla "progressione omogenea" tra gli atti diretti a ledere o percuotere e l'evento preterintenzionale: "il giudice non deve verificare se l'evento morte fosse prevedibile secondo un parametro legale, dettato per la colpa, ma solo se l'agente ha agito con il dolo di cui all'art. 581 o 582 c.p. Chi agisce con dolo di percosse e lesioni per definizione può prevedere l’evento più grave del risultato voluto, indipendentemente dai parametri che servono a qualificare la colpa. [...] la ratio dell'art. 584 c.p., risulta conforme al dettato costituzionale, in quanto si fonda sul rapporto dell'elemento psicologico di un delitto preveduto e voluto contro l'incolumità, con l'evento morte come conseguenza perciò stesso prevedibile della condotta".[29]
- Da quanto suesposto sulla ricercata convivenza normativa tra l'art. 584 c.p. e l'art. 27 Cost, <<La circostanza che obiettivi di politica criminale siano perseguiti cercando di affermare modelli mentitori non deve stupire: Thomas Kuhn, nel suo lavoro dedicato alla struttura delle rivoluzioni scientifiche, ha da tempo dimostrato come gli studiosi di molte discipline scientifiche, invece di facilitare il confronto delle idee mediante l’adozione di una terminologia univoca, si comportino come gli appartenenti alle fazioni di una guerra civile che si rifiutano di riconoscere anche il linguaggio dell’avversario, adottando, in difesa del paradigma che si vuole affermare, tecniche argomentative di persuasione, fra le quali l’attribuzione di significati impropri alle parole utilizzate.>>[30]

Venendo all'elemento psicologico relativo agli "atti diretti a ledere o percuotere", sebbene vi siano state talune posizioni giurisprudenziali e dottrinali valorizzanti l'insufficienza del dolo eventuale a sostenere la portata offensiva richiesta dagli "atti diretti a...", generalmente si ritiene che il dolo possa configurarsi anche come solo "eventuale".
Infine, sull'atteggiamento psicologico dall'agente verso l'evento preterintenzionale, secondo una tesi questo può essere anche solo non voluto dall'agente; secondo un orientamento più rigido, invece, detto evento preterintenzionale deve essere rigorosamente "disvoluto" dal reo: diversamente, nella realtà giurisprudenziale, potrebbero essere utilizzate (in modo scorretto) forme imputative di dolo eventuale per addebitare l'evento morte (nel dolo eventuale, l'evento non è perseguito dal reo, ma solo accettato nella sua possibile realizzazione): una sostanziale responsabilità oggettiva mascherata.

### Altri paesi
L'omicidio preterintenzionale è previsto anche in altri ordinamenti europei ed extraeuropei:
1. In Germania[39] all' § 227 StGB (Codice penale tedesco)[40] si prevede il reato di lesioni personali dolose con conseguenze mortali non volute.[41][42][43][44][45]
2. "Anche il codice penale austriaco (StGB) prevede, al § 86 (“Körperverletzung mit tödlichem Ausgang”: lesioni personali volontarie con esito letale), un delitto simile a quello previsto dal § 227 del cod. pen della RFT."[46]
3. Nel codice penale francese,[47] invero, trova disciplina nell'art. 222-7 c.p.: "Les violences ayant entraîné la mort sans intention de la donner sont punies de quinze ans de réclusion criminelle".[48][49][50][51][52][53][54][55][56] Interessante è il confronto con l'art. 309 c.p. non più in vigore: in quest'ultimo articolo l'evento preterintenzionale era esplicitamente imputato obiettivamente.[57] Il succitato art. 222-7 c.p. è stato oggetto di una recente verifica sulla corretta interpretazione in sede giurisprudenziale: <<...les dispositions des articles 222-7 à 222-16-3 du code pénal, porte-t-elle atteinte aux principes constitutionnels de respect de la présomption d'innocence, de légalité des délits et des peines, d'interprétation stricte et de prévisibilité de la loi pénale et de personnalité de la loi pénale, garantis par les articles 7, 8 et 9 de la Déclaration des droits de l'homme et du citoyen de 1789 et 34 de la Constitution ? »[58]
4. Quanto al sistema spagnolo,  l'omicidio preterintenzionale non è regolato dalla legge come unitaria fattispecie di lesioni assorbite dal più grave e non voluto evento morte, ma (imitando la soluzione adottata nel codice penale svizzero, nel tentativo, almeno formale, di ossequiare al principio di colpevolezza: operazione compiuta anche nel sistema penale svedese)[59][60] al reo si imputano due reati:  il delitto volontario di lesioni e l'omicidio colposo (se provato).[61][62][63][64][65][66] Ciò al fine di adeguarsi a quanto emerso dal Congresso internazionale di diritto penale tenutosi ad Amburgo nel 1979: << a) La responsabilità penale per atti colposi deve essere sempre coerente con il principio di colpa, quale elemento soggettivo previsto dalla legge e fondato su comportamenti contrari alle regole di sicurezza e prudenza, tenuto conto della gravità del danno cagionato, previsto o prevedibile, nonché, nei casi previsti dalla legge, il grado di pericolosità di tale condotta b) Nessuno può essere punito per le conseguenze involontarie del suo atto, anche se costituisce reato, salvo che nella misura in cui li prevede o avrebbe potuto prevederli>>.[67]
5. Nei sistemi di common law, in una prima approssimazione, la figura dell'omicidio preterintenzionale viene generalmente rinvenuta nella categoria del "Felony-Murder".[68][69][70][71][72][73][74][75][76] Nel diritto penale canadese, invece, detta tipologia di omicidio viene inserita nei cosiddetti "third degree murders" (omicidi di terzo grado).[77] Per converso, non adottando il sistema di gradazione degli omicidi, il sistema penale australiano definisce il discorrendo omicidio preterintenzionale come "Voluntary manslaughter".[78][79][80][81][82]
6. Alcune ipotesi di omicidio preterintenzionale esistono nei sistemi penali olandese (art. 302 c.p.),[83][84] norvegese e belga;[85][86][87][88][89][90]  nonché (nominalmente così qualificati) nel codice penale del Kuwait,[91] in quello nicaraguaiano[92] e strutturalmente rinvenibili anche nel codice penale polacco.[93]                                Quanto all'elemento psicologico investente l'evento preterintenzionale, il codice penale danese (§ 18)[94] e quello islandese (§ 189)[95] già in epoca risalente richiedevano che l'evento morte doveva potersi ravvisare "come probabile e non inverosimile conseguenza della lesione che si infligge".[96]
7. La progressione criminosa dell'omicidio preterintenzionale, ha trovato allocazione anche nei codici penali panamense, venezuelano,[97][98] colombiano,[99][100][101][102] in quello argentino,[103][104][105][106][107][108] brasiliano,[109]  peruviano,[110] costaricano,[111] ecuadoregno,[112][113] e in quello messicano;[114][115][116] ed ancora, ha trovato una storica normativizzazione nelle realtà penali ungherese (§ 306), Bosnia-Erzegovina (§ 215), finlandese (Kap XXI, § 4)[117] e cilena;[118][119]  ed una positivizzata regolamentazione della fattispecie, unitariamente dedicata all'omicidio preterintenzionale, è presente pure nei sistemi penali turco, russo, sloveno e portoghese.[120][121][122][123][124][125][126]

### Circostanze aggravanti
L'omicidio preterintenzionale può maturare anche in un contesto circostanziale giuridicamente rilevante:
- Il codice penale italiano ne prevede un regime all'art. 585 c.p.: "Nei casi previsti dagli articoli [...] e 584, la pena è aumentata da un terzo alla metà [...]".[127][128]

- Il legislatore francese se ne occupa all'art. 222-8 c.p.: "L'infraction définie à l'article 222-7[129] est punie de vingt ans de réclusion criminelle lorsqu'elle est commise [...]".[130][131][132] Inoltre,  l'art.  222-7 c.p. è applicabile come circostanza aggravante per i reati di cui agli artt.  222-39 c.p.,[133] L. 235-1[134] e 234-1 c.r.[135]  e 3421-1 c.s.p.,[136] in modo da garantire una pena più appropriata: altrimenti sarebbe applicabile la pena troppo blanda prevista per l'omicidio colposo (221-6 c.p.).[137][138]

### Altre fattispecie preterintenzionali
La progressione criminosa dell'omicidio preterintenzionale (per come delineata all'art. 43, 2° alinea, c.p.), viene sanzionata anche per altre fattispecie di reato: 
- Aborto e parto prematuro preterintenzionali;[140][141][142][143][144]

- Reati aggravati dall'evento non voluto (che assorbe il reato meno grave perseguito dolosamente dal reo);[145][146][147] nonché per alcune forme di "mise en danger".[148]

## Testi normativi
- Codice penale italiano